# Ventricule cardiaque
Les ventricules cardiaques sont, chez l'humain, les deux cavités inférieures du cœur. Elles sont responsables de l'éjection du sang dans la circulation systémique pour le ventricule gauche et dans la circulation pulmonaire pour le ventricule droit.

## Structure

### Ventricule droit
Le ventricule droit est situé sous l'atrium droit et à droite du septum interventriculaire qui le sépare du ventricule gauche.
Sa paroi antérieure forme une grande partie de la face sterno-costale du cœur en contact avec la paroi thoracique. Sa paroi inférieure  forme une partie de la face diaphragmatique du cœur  reposant sur le diaphragme. Sa paroi postérieure est formée par le septum interventriculaire, qui se gonfle dans le ventricule droit, de sorte qu'une section transversale de la cavité présente un contour semi-lunaire. 
Il se divise en trois parties : 
- la voie d'entrée du ventricule droit,
- la partie trabéculaire du ventricule droit,
- l'infundibulum pulmonaire.

#### Voie d'entrée du ventricule droit
La voie d'entrée du ventricule droit se situe dans la partie supérieure du ventricule droit limitée en haut par la valve atrio-ventriculaire droite et l'orifice atrioventriculaire droit. Elle est en continuité avec l'infundibulum pulmonaire.
Elle permet le passage unidirectionnel du sang de l’oreillette droite vers le ventricule droit pendant la diastole et se ferme pendant la systole ventriculaire pour éviter le reflux sanguin.

#### Partie trabéculaire du ventricule droit
La partie trabéculaire du ventricule droit forme le corps principal du ventricule droit entre la crête supraventriculaire et l'apex du cœur.
La paroi est marquée de saillies musculaires formant les trabécules charnues du ventricule droit et les muscles papillaires.
Une trabécule plus marquée constitue la trabécule septo-marginale.
De grosses trabéculations apicales forment un réseau au niveau de la partie apicale du ventricule constituant le vortex du cœur.

### Ventricule gauche
Le ventricule gauche est situé sous l'atrium gauche et à gauche du septum interventriculaire qui le sépare du ventricule droit.
Sa paroi antérieure forme une partie de la face sterno-costale du cœur en contact avec la paroi thoracique.  
Il se divise en trois parties : 
- la voie d'entrée du ventricule gauche,
- la partie trabéculaire du ventricule gauche,
- le vestibule aortique.

#### Voie d'entrée du ventricule gauche
La voie d'entrée du ventricule gauche se situe dans la partie supérieure du ventricule gauche limitée en haut par la valve atrio-ventriculaire gauche et l'orifice atrioventriculaire gauche. Elle est en continuité avec le vestibule aortique.
Elle permet le passage unidirectionnel du sang de l’oreillette droite vers le ventricule droit pendant la diastole et se ferme pendant la systole ventriculaire pour éviter le reflux sanguin.

#### Partie trabéculaire du ventricule gauche
La partie trabéculaire du ventricule gauche forme le corps principal du ventricule gauche.
La paroi est marquée de saillies musculaires formant les trabécules charnues du ventricule gauche et les muscles papillaires.
De fines trabéculations apicales forment un réseau organisé au niveau de la partie apicale du ventricule constituant le vortex du cœur.

#### Vestibule aortique
Le vestibule aortique se situe dans la partie supérieure du ventricule gauche immédiatement sous la valve aortique. Il forme un entonnoir à paroi lisse  de 2 à 3 cm de haut chez l'adulte orienté en haut, en arrière et à droite.

## Anatomie fonctionnelle
La contraction ventriculaire suit la contraction atriale, et est plus puissante et plus longue que celle-ci. Lorsque l'espèce possède deux ventricules, ils sont séparées par une paroi musculaire épaisse appelé le septum interventriculaire. Le sang est expulsé vers l'artère pulmonaire par le ventricule droit, et vers l'aorte par le ventricule gauche. Les ventricules sont séparés des atria (du terme désuet « oreillettes ») par les valvules mitrale et tricuspide, et des artères cardiaques par les valves aortique et pulmonaire.

## Anatomie comparée
Les mammifères et les oiseaux en possèdent deux parfaitement étanches, les crocodiliens deux partiellement étanches, les autres reptiles deux mais plus ou moins bien formés tandis que les amphibiens n'en possèdent qu'un seul.

### Chez lesmammifères
Le ventricule gauche reçoit le sang oxygéné par l'atrium gauche et le propulse dans le corps par l'aorte.

Le ventricule droit reçoit le sang veineux par l'atrium droit et le propulse vers les poumons par l'artère pulmonaire.

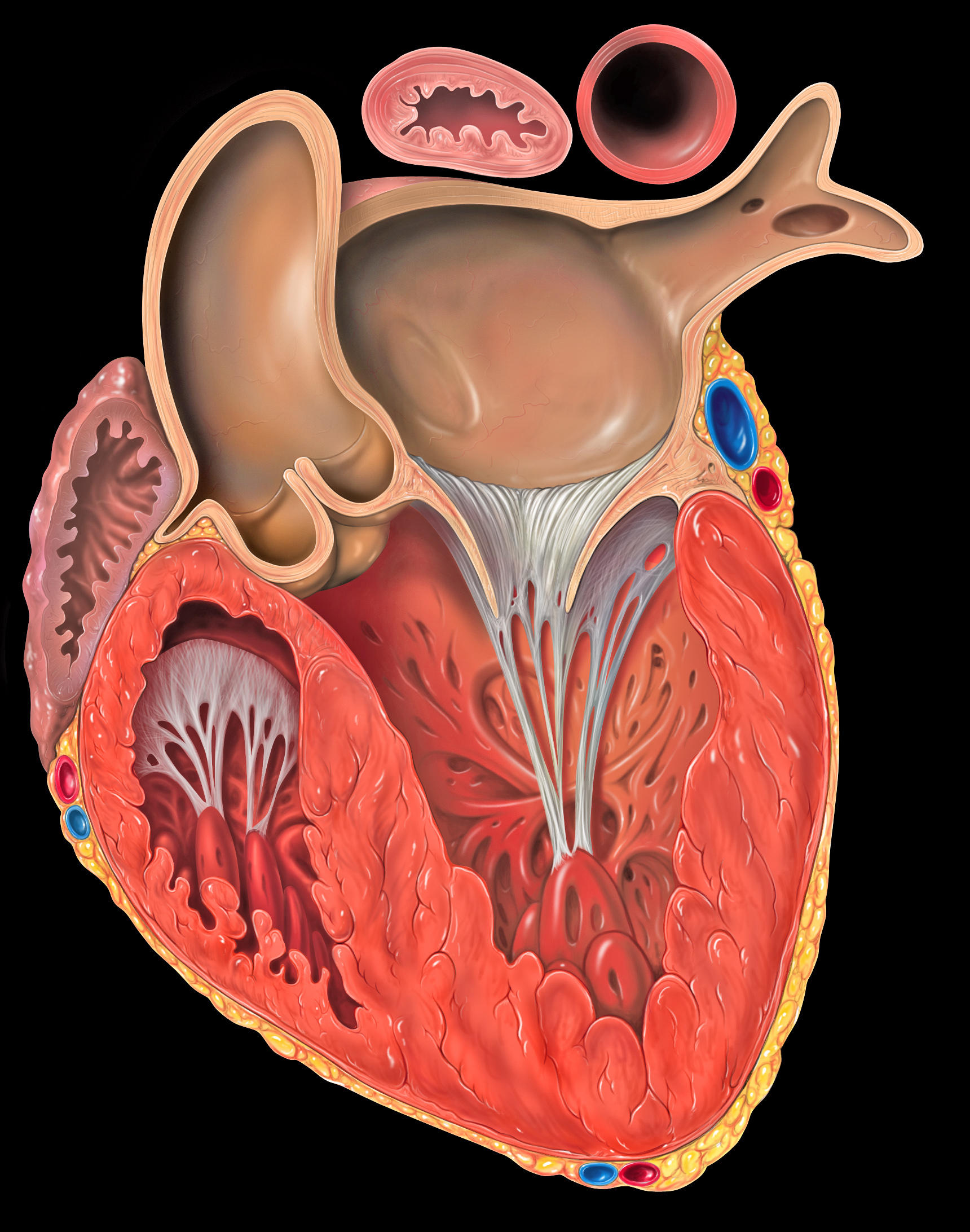
Coupe dans le ventricule gauche du cœur humain.

### Chez les reptiles
Le cœur des reptiles a la particularité que les deux ventricules ne sont pas complètement séparés, sauf chez les crocodiliens.